# بيتر كينغسلي
بيتر كينغسلي (بالإنجليزية: Peter Kingsley)‏ هو باحث في تاريخ العصور الكلاسيكية وفيلسوف بريطاني، ولد في 1953 في إنجلترا في المملكة المتحدة.